# Pârâul Maricăi
Pârâul Maricăi este un râu afluent al Râului Tàrgului.